# Max Pérez
Max Pérez (* 8. Juni 1986 in Guadalajara, Jalisco) ist ein ehemaliger mexikanischer Fußballspieler, der vorwiegend im Mittelfeld und gelegentlich im Angriff agierte. Offiziell gehörte er zum Kader der Meistermannschaft des Club Deportivo Guadalajara in der Apertura 2006, auch wenn er in dieser Spielzeit keinen einzigen Erstligaeinsatz absolvierte.

## Leben
Pérez begann seine Profikarriere bei seinem Heimatverein Chivas Guadalajara, für den er sein Debüt in der mexikanischen Primera División am 28. November 2004 in einem clásico tapatío beim Stadtrivalen Atlas (3:3) bestritt. Nach diesem 25-minütigen Einsatz in der Apertura 2004 kam Pérez in der höchsten Spielklasse nur noch zu zwei jeweils achtminütigen Einsätzen in der Clausura 2005 in den Heimspielen gegen die Tiburones Rojos Veracruz (2:0) am 5. Februar 2005 und gegen die Dorados de Sinaloa (1:1) am 5. März 2005.
Zwischen 2008 und 2010 war Pérez an die Zweitligavereine CD Irapuato, Leones Negros und Cruz Azul Hidalgo ausgeliehen und stand auf der Transferliste von Chivas, konnte aber offenbar weder verkauft noch verliehen werden und stand in der Saison 2010/11 noch immer bei Chivas unter Vertrag, wo er aber weiterhin zu keinem Einsatz kam.

## Erfolge
- Mexikanischer Meister: Apertura 2006 (mit Chivas Guadalajara)